# Aglyptinus agathidioides
Aglyptinus agathidioides (englischer Trivialname: Potters Bar beetle) ist eine wenig erforschte Käferart aus der Unterfamilie der Schwammkugelkäfer (Leiodinae). Sie ist nur von zwei Exemplaren, einem Männchen (Holotypus) und einem Weibchen (Paratypus), bekannt, die am 14. April 1912 vom Käfersammler E. C. Bedwell in einem Teichrallennest in der Nähe der englischen Kleinstadt Potters Bar in Hertfordshire entdeckt wurden. Das Männchen befindet sich in der Käfersammlung des Natural History Museum, das Weibchen verblieb in Bedwells Sammlung, die heute im Norwich Castle Museum aufbewahrt wird.

## Merkmale
Merkmale und Maßangaben sind nur vom Holotypus dokumentiert. Die Körperlänge beträgt 1 mm. Die allgemeine Erscheinung des Käfers ist eiförmig, sehr gewölbt und glänzend. Die Oberseite ist pechschwarz. Die Unterseite sowie der Mund, die Deckflügel, die Beine und die Fühler sind gelblich-braun. Die Flanken und die Unterkante des Thorax sind ebenfalls gelblich-braun. Die Fühler sind elffach gegliedert. Die Tarsi sind dünn und dreifach gegliedert. Das Femur ist breit und flach.

## Herkunft und Status
Sowohl die Herkunft als auch der Status dieser Art sind unklar. Während einige Experten, darunter der Blogger und Ornithologe Mark Avery oder der Biologe Justin Gerlach vermuten, dass es sich um einen ausgestorbenen Käfer von den Britischen Inseln handelt, betrachten ihn andere, darunter der Entomologe Jonathan Cooter als Neozoon. Aglyptinus ist eine Gattung, die in Zentralamerika weit verbreitet ist und Aglyptinus agathidioides weist insbesondere Ähnlichkeiten mit Aglyptinus minor aus Guatemala auf. Jedoch haben weder intensive Suchen in England, vor allem in Höckerschwan- und Teichrallennestern in Hertfordshire noch Befragungen von US-amerikanischen Entomologen zur Wiederentdeckung dieser Art geführt.